# Георгій V Блискучий
Георгій V Блискучий (1286–1346) — цар Східної Грузії з 1299 до 1302 та з 1314 до 1329 року, до 1346 року правив об'єднаною Грузією. Походив з династії Багратіоні. Національний герой Грузії, шанується як визволитель від монгольського панування.

## Життєпис

### Боротьба з монголами
Георгій був сином Деметре II, царя Східної Грузії, й Натели, доньки Бека I Джакелі, володаря князівства Самцхе, що на півдні сучасної Грузії. На той час увесь Кавказ перебував під владою монгольської династії Хулагідів, що правили також в Ірані. 1289 року за спробу непокори монголам Деметре II було страчено. Після цього малолітнього Георгія виховував дід — Бек I.
У той час у Західній Грузії правили кузени Георгія, сини Давида VI Наріна — Вахтанг і Костянтин. У Східній Грузії монгольський правитель Газан-хан протиставляв між собою синів Деметре II — Давида VIII, Вахтанга III та Георгія. 1299 року Газан-хан зробив царем Східної Грузії Георгія замість його брата Давида VIII, який повстав проти монголів. Проте влада Георгія V була номінальною й не виходила за межі Тбілісі. Він тримався завдяки монгольським загонам. 1302 року Георгія було скинуто з престолу. Замість нього новим царем став Вахтанг III, який «володарював» до 1313.
Після цього новим царем став малолітній син Давида VIII — Георгій VI. При ньому регентом і фактичним правителем став Георгій Багратіоні. Після смерті Георгія VI, Георгій V заявив про свою лояльність до монголів і зміг знову зійти на грузинський трон за підтримки нового монгольського володаря Оджейту-хана. 1315 року він очолив армію, яка допомагала монголам у придушені повстання сельджуків у Малій Азії. Тим самим Георгій V довів свою відданість монгольським ільханам.
1316 року помер Олджейту-хан, новим володарем став ільхан Абу-Саїд. Держава монголів в Ірані, Малій Азії, на Кавказі почала занепадати. Після цього Георгій V поступово почав проводити політику щодо об'єднання грузинських земель, зміцнення країни, звільнення її від загарбників. Георгій Багратіоні налагодив дружні стосунки з першим міністром монгольської держави Чобан-нойоном, який в обмін на військову підтримку з боку Георгія V визнав його права на всю територію Грузинського царства та надав право збирати данину для монголів, оминаючи баскаків.

### Об'єднана Грузія

Царство Грузія за часів володарювання Георгія V Багратіоні

Георгій V спрямовував свої зусилля на боротьбу з гірськими народами. 1320 року він відбив атаку аланських племен на місто Ґорі. Це значно підвищило авторитет царя всередині країни.
Водночас він не забув про свою головну мету — звільнення від монгольського ярма. Скориставшись тим, що його друг Чобан-нойон 1327 року був страчений за наказом Абу-Саїда, він почав боротьбу з військами ільхана. Протягом кількох років він вигнав монголів з території Грузії. Послаблена монгольська держава не мала можливості придушити цей спротив — Грузія здобула незалежність.
Наступним кроком Георгія V стало завершення об'єднання країни — 1329 року він пішов війною проти західногрузинського царства та захопив місто Кутаїсі, скинувши свого родича Баграта. Георгій V став володарем двох престолів.
Після цього важливим завданням, що постало перед царем Грузії, стало підкорення напівнезалежних місцевих князів — ериставі. 1335 року він скликав загальні збори знаті на горі Циві у Кахетії. Там він наказав захопити найбільших ворогів царя та стратити їх. Ще раніше — 1334 року — Георгій V приєднав до Грузії князівство Самцхе, усунувши від влади Кваркваре Джакелі. З того моменту Грузія була єдиною та міцною зсередини. А після смерті 1335 року Абу-Саїда остаточно зникла загроза з боку ільханів. Після цього Георгій V здійснив великий похід проти гірських племен, що становили загрозу царській владі у Картлі.
З 1328 до 1338 року Георгій V працював над врегулювання правових, фінансових, управлінських відносин. За підсумками цієї роботи було видано законодавчі акти, що регулювали відносити у царському суді, між грузинськими феодалами та горцями. Також було видано «Розпорядок царського двору», яким регулювався етикет царської родини, визначались права та обов'язки царських чиновників. До того ж Георгій V вилучив з ужитку монети ільханів, що були випущені ще Газан-ханом. За Георгія почали карбуватись нові монети — тетрі.
Водночас Георгій V встановив дружні відносини з Єгиптом, Трапезундською імперією, Венецією, Генуєю, Ватиканом. Піднесення Грузії створило їй відповідний авторитет, тому багато країн намагались установити дружні стосунки з Георгієм V. На знак своєї прихильності до Грузії султан Єгипту повернув грузинам Хресний монастир в Єрусалимі та право входу до міста з розгорнутими прапорами. Окрім того султан дозволив Грузії спорудити новий храм.
Дружні відносини з папою римським Іваном XXII призвели до того, що єпархіальний центр католицької церкви на сході перенесли зі Смірни до Тбілісі, що відобразило зростаючий вплив Грузії. Водночас вплив Грузії поширився на весь Кавказ — його васалами стали князі й атабеки Дагестану, Аланії, Азербайджану.
Наприкінці 30-их років XIV століття Грузія почала стикатись з експансією Османів. Георгій V відбив цей наступ та захистив область Кларджеті.

## Родина
Дружина — (ім'я невідоме) з родини Великих Комнінів, володарів Трапезунду
Діти:
- Давид (?-1360) — грузинський цар.